# Krzysztof Kobyliński

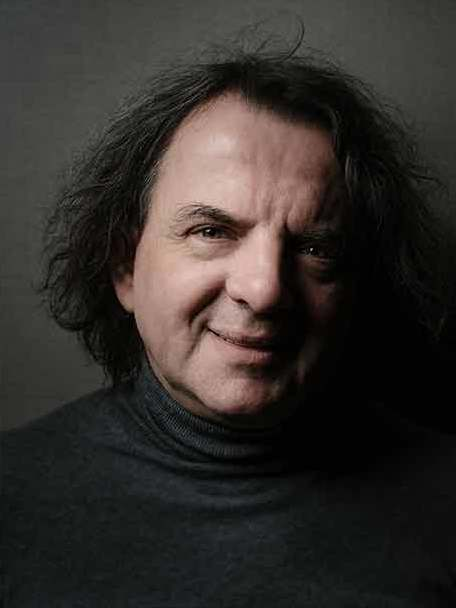
Krzysztof Kobyliński

Krzysztof Kobyliński (* 21. Oktober 1952 in Gliwice) ist ein polnischer Jazzmusiker (Piano, Komposition).

## Wirken
Kobyliński, der ausgebildeter IT-Spezialist ist, interessierte sich zunächst für Fusion und Progressive Rock. Mit der Fusionband Street entstand 1982/83 ein erstes Album. Er machte dann elektronische Musik. Im Bereich des Ethno-Jazz leitete er die KK Pearls (mit der israelischen Sängerin Reut Rivka), mit der mehrere Alben entstanden. Musiker wie Bill Evans, Ralph Alessi, Mike Stern, Joey Calderazzo, Richard Galliano oder Adam Makowicz interpretierten seine Kompositionen. Weiterhin spielte er mit Ambrose Akinmusire, Antymos Apostolis, Bojan Z, Randy Brecker, Café del Mundo, Renaud Garcia-Fons, Trilok Gurtu, Gary Husband, Robert Majewski, Branford Marsalis, Zbigniew Namysłowski, Jaroslaw Śmietana oder Miroslav Vitouš. Er ist auch erfolgreich als Komponist sinfonischer Musik.
Kobyliński ist als künstlerischer Leiter des Kulturzentrums Jazovia in Gliwice tätig und veranstaltete dort das Festival PalmJazz, was ihm viele Begegnungen mit internationalen Musikern ermöglichte. Er war mehrfach in anderen Teilen Europas auf Tournee. Sein Sohn Paweł Kobyliński ist polnischer Politiker.

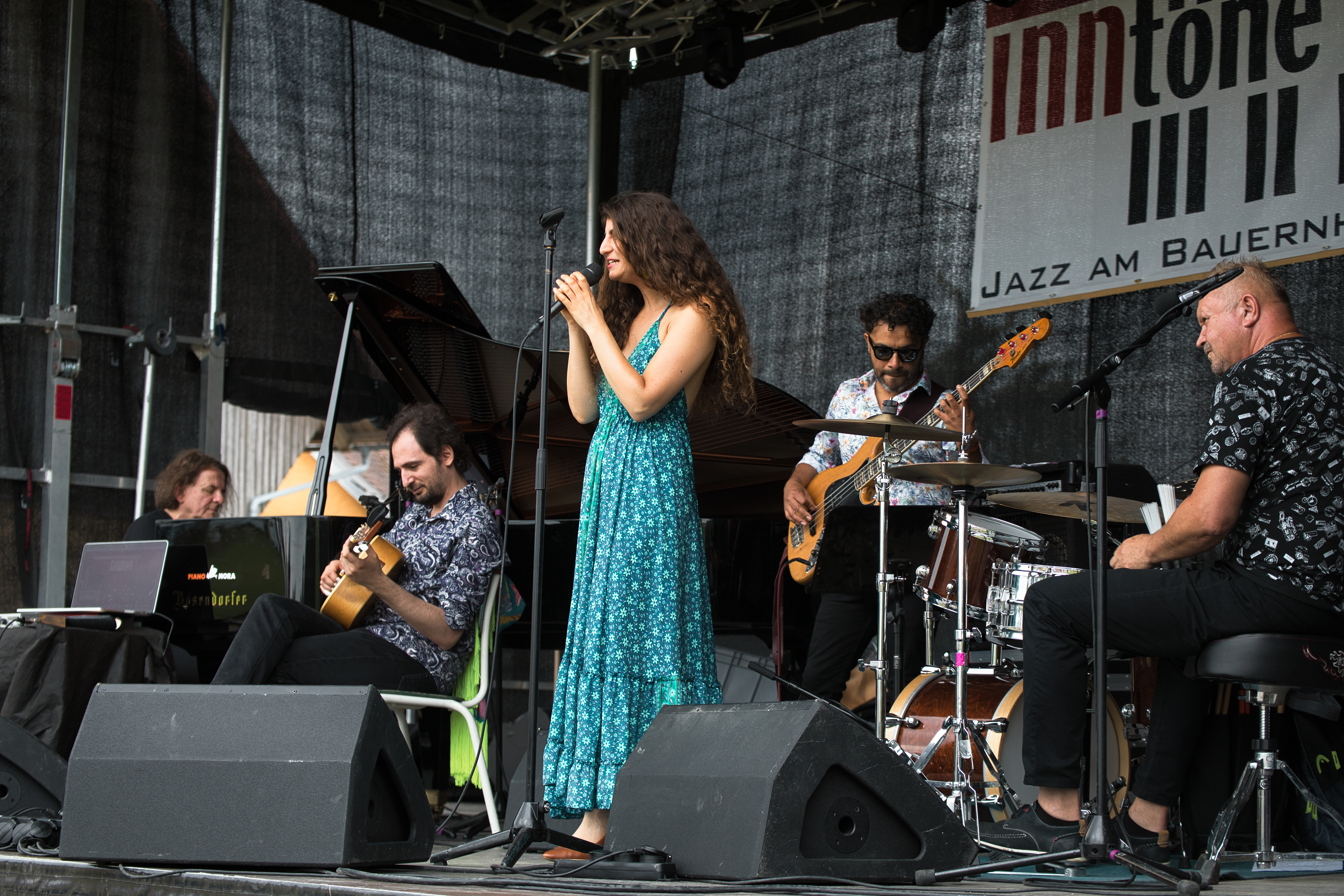
Krzystof Kobylinski KK Pearls mit der israelischen Sängerin Reut Rivka auf dem INNtöne Jazzfestival 2021

## Diskographische Hinweise
- Notre Dame (2017, mit Daniele di Bonaventura)
- Krzysztof Kobyliński & Erik Truffaz Give Me November (2017)
- Piano Solo (2016)
- Krzysztof Kobyliński, KK Pearls Live in Trójka (2014)
- Krzysztof Kobylinski & Boris Malkovsky Struny (2013)
- Intro (2010)
- 040 217 live (2004)